# Samastacus spinifrons
El camarón de río del sur (Samastacus spinifrons) es una especie de crustáceo decápodo parastácido integrante del género Samastacus. Habita en ambientes de agua dulce del sudoeste de América del Sur.
Se trata de un crustáceo de fondo, de alimentación oportunista, generalista, politrófico. Su conducta excavadora es muy reducida.
En razón de ciertas ventajas comparativas, se la categoriza como especie atractiva para ser explotada en acuicultura, si bien, al igual que como ocurre con otros astácidos dulceacuícolas de latitudes altas o climas fríos adaptados a regímenes alimenticios de bajos ingresos de energía, solo logra alcanzar el peso comercial luego de aproximadamente 3 años.
Tanto en lo que respecta al sabor como a la textura, su carne es de excelente calidad. Su contenido de proteínas en base húmeda promedia el 16,2 %.
Si la temperatura no sobrepasa los 20 °C y el ambiente es húmedo, logra mantenerse con vida por decenas de horas fuera del agua, con una mortalidad inferior al 1 %.
En el lago Nahuel Huapi es la principal presa del cormorán imperial (Leucocarbo atriceps).
Reproducción
Fue reportada en esta especie intersexualidad, y en poblaciones lacuestres un patrón de sexualidad gonocórico.
Las hembras se reproducen solo una vez al año, requiriendo de un período de fotoperíodos cortos y temperaturas bajas para activar la madurez gonádica; liberan los juveniles durante la temporada cálida (verano) para obtener un mayor porcentaje de supervivencia.
Posee desarrollo directo, con incubación de huevos grandes, de abundante vitelo, con ovipoturas conteniendo más de 200 huevos. Los cuidados parentales cubren los 2 primeros estados juveniles.  

## Distribución y hábitat
Habita en biotopos de agua dulce lóticos abiertos en el sudoeste de América del Sur. En Chile se distribuye en el centro y centro-sur, desde Talcahuano y el río Aconcagua hasta la península de Taitao. También habita en lagos andinos del noroeste de la Patagonia argentina, en las provincias Neuquén y Río Negro.

## Taxonomía
Esta especie fue descrita originalmente en el año 1882 por el naturalista alemán Rodolfo Amando Philippi.
Localidad tipo
Son 2 las localidades tipo asignadas: Llico y Valdivia, Chile.

## Conservación
La especie es clasificada como ‘‘vulnerable’’, en razón de sufrir una intensa presión extractiva para ser destinada al consumo humano. Sus poblaciones remanentes no son administradas sustentablemente mediante vedas, restricción de capturas, protección de hembras ovígeras, tallas mínimas de extracción, etc. Se suma a que en numerosos cursos donde habita el biotopo está siendo progresivamente alterado por actividades antrópicas.